# Скрижалі з Піргі

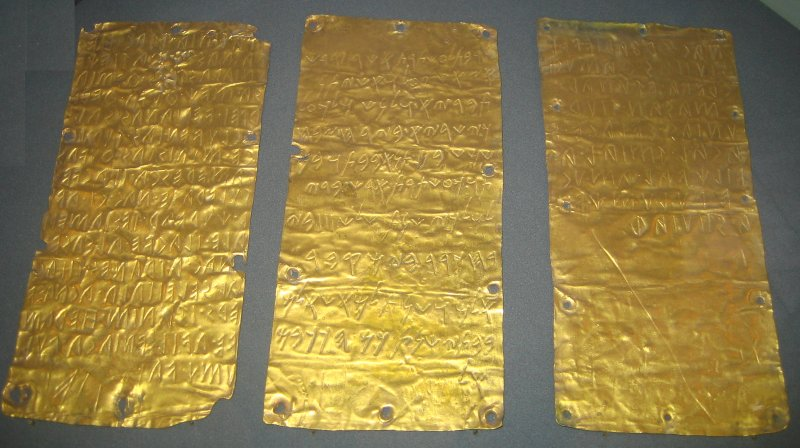
Золоті скрижалі з Піргі

Скрижалі з Піргі — три золоті пластини з написами етруською та пунічною мовами, що датуються початком V століття до н. е., знайдені у 1961 при розкопках етруського порту Піргі на узбережжі Тірренського моря в Італії (сучасне місто Санта-Севера).
Пластини містять текст, в якому йде мова про присвячення правителем міста Цере Тефарієм Веліаною дарів богині Уні (Юнона), яка в написах ототожнюється з богинею Астартою. Тефарій Веліал подарував їх під час обряду вбивання цвяха святилища та храмової прибудови в третій рік свого правління в місяць поховання божества. Дві пластини містять напис етруською мовою (перша містить 16 рядків і 37 слів, друга — 9 рядків і 15 слів), третя — пунічною мовою.
Важливість скрижалей полягає не тільки в «двомовності» тексту, що дозволяє використовувати знання пунічної мови для розшифровки написів етруською, але і показує пунічний вплив на території Західного Середземномор'я.
Скрижалі нині виставляються в Національному музеї етруського мистецтва в Римі.